# 唐堯臣 (按察司僉事)
唐堯臣（？—？），字士良，江西南昌人，明朝政治人物。

## 生平
早年跟隨王守仁學習。嘉靖七年（1528年）舉人。授湖州府通判，迁桂林府，平定土司之亂。以功升杭州府同知。官至浙江按察司指挥佥事，助戚继光防禦倭寇。曾率領海门和台州之军於新河（台州东南）大敗倭寇。堯臣允文允武，嘉靖三十二年（1553年）又刊《墨子》一書，陸穩为之作序。